# فهرست انواع پنیر
پنیرها فراورده‌های غذایی لبنی هستند که بر اساس ویژگی‌هایشان چند نوع دسته‌بندی مختلف می‌کنند از جمله نوع ترکیبات شیر، آنزیم مورد استفاده برای ترش‌کردن آن، رژیم غذایی حیوان، روش کار و میزان رطوبت پنیر.

## دسته‌بندی بر پایه رطوبت
- پنیرهای با رطوبت کم (۱۳ تا ۳۴ درصد) شامل پنیر دومان، پنیر پارمیجانو (پارمسان)، پنیر ریکوتای خشک، پنیر گجی توست، پنیر میزوست می‌شوند.
- پنیرهای با رطوبت متوسط (۳۴ تا ۴۵ درصد) شامل پنیر ادام، پنیر سفید فتا، پنیر سوئیس، پنیر چدار، پنیر لیقوان است.
- پنیرهای با رطوبت زیاد (۴۵ تا ۵۵ درصد) شامل پنیر موتزارلا، پنیر کممبر، پنیر محلی، پنیر پیتزا، پنیر آبی می‌شوند.
- پنیرهای با رطوبت خیلی زیاد (۸۰ تا ۸۵ درصد) شامل پنیر کاتیج، پنیر ریکوتا، پنیر ایمپاستاتا، پنیر نوفشاتل، پنیر خامه‌ای است.[۱]
- پنیر شهری:  این محصول یادآور طعم پنیر سنتی است که با بهره‌گیری از تکنولوژی اولترا فیلتراسیون با نمک کمتر تهیه شده‌است. لازم به ذکر است که آب این پنیر را گرفته اند اما فشرده اش نکرده اند و هنوز مقداری آب پنیر در آن وجود دارد.  در تهیه این پنیر معمولاً پس از عمل ترش کردن شیر، مادهٔ جامد تشکیل شده را می شویند تا PH آن کاهش پیدا کند و پنیری با طعم شیرین تهیه شود ضمن اینکه این پنیر رنگی نداشته و از هیچ روشی به منظور نگهداری طولانی مدت آن استفاده نشده است.

## دسته‌بندی بر پایه طبیعی یا پرورده بودن
- پنیرهای پرورده شامل: پنیر پیتزا

## دسته‌بندی نشده
- پنیر سیاهمزگی
- پنیر کبابی
- پنیر فتا
- پنیر چدار
- بلو چیز
- پنیر خامه‌ای
- پنیر پارمیجانو (پارمیژان یا پارمیزان یا پارمیسان)
- پنیر موتزارلا
- پنیر کممبر (یا کممبرت یا پنیر عشق)
- پنیر کاتیج
- پنیر گودا
- پنیر اسروم
- پنیر بوترکیزه یا پنیر بوتوکیزه
- پنیر دانلوپ
- پنیر لانکاشایر
- پنیر سیاهمزگی